# Кодзимати (станция)
Станция Кодзимати (яп. 麹町駅 ко:дзимати эки) — железнодорожная станция на линии Юракутё расположенная в специальном районе Тиёда, Токио. Станция обозначена номером Y-15. Была открыта 30 июня 1974 года. На станции установлены автоматические платформенные ворота.

## Планировка станции
Две платформы бокового типа и 2 пути.
| 1 | ○ Линия Юракутё | Нагататё, Юракутё, Син-Киба           |
| 2 | ○ Линия Юракутё | Икэбукуро, Вакоси, Синрин-Коэн, Ханно |

## Близлежащие станции
| «      |  | Линия         |  | »        |
| ------ |  | ------------- |  | -------- |
| Итигая |  | Линия Юракутё |  | Нагататё |